# أزمة سبوتنك

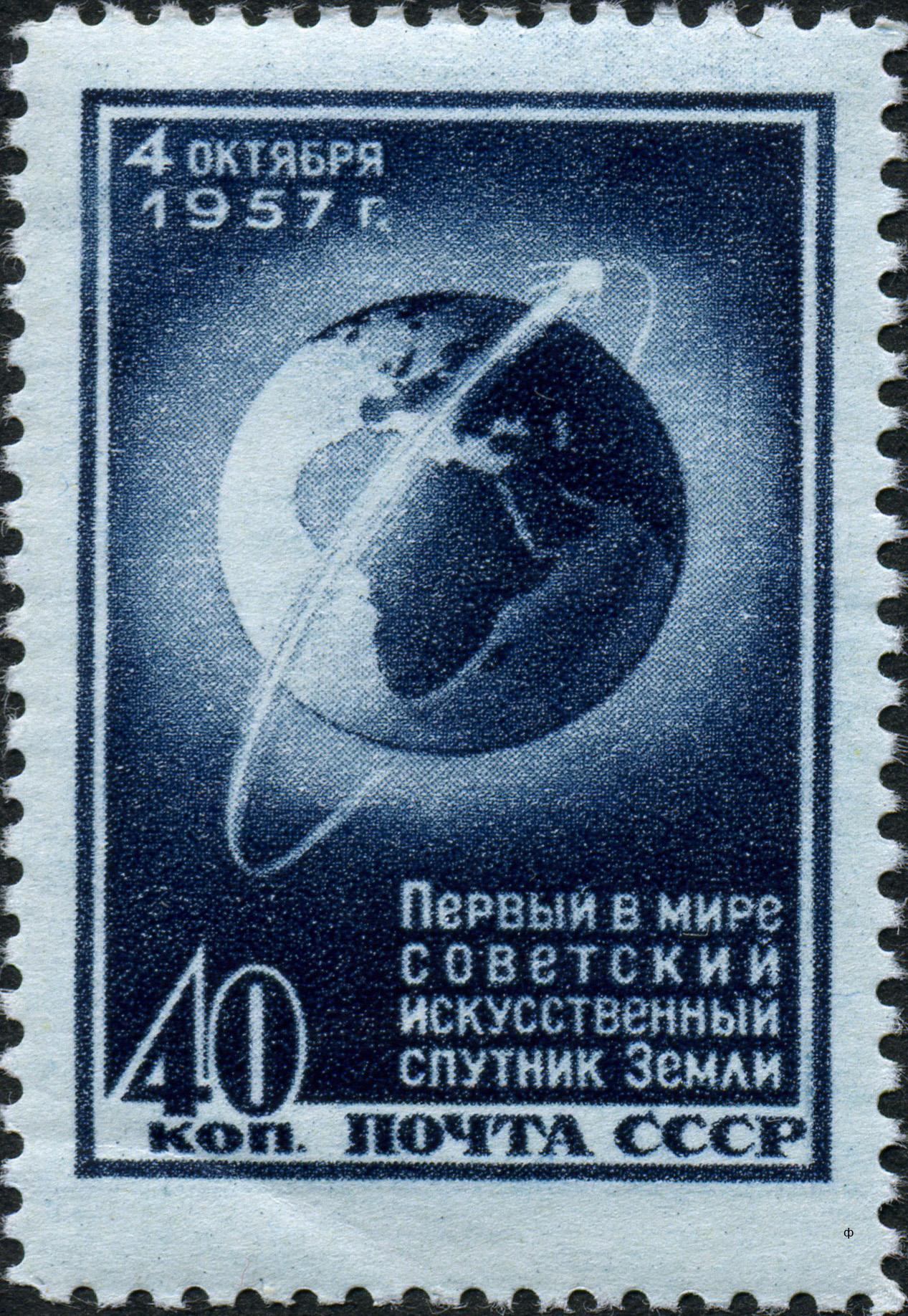
طابع بريد سوفيتي يشير إلى مدار سبوتنك حول الأرض

أزمة سبوتنك كانت نقطة تحول في الحرب الباردة، بدأت في 4 أكتوبر 1957 عندما أطلق الاتحاد السوفيتي سبوتنك-1، هذا الحدث أثار صدمة في الولايات المتحدة الأمريكية، حيث اعتقد السياسيون هناك بالتفوق الأمريكي في أبحاث الفضاء وعلوم الصواريخ، لكن هذا السبق الذي حققه السوفييت، أثبت خلاف ذلك.

## خلفية
كانت الولايات المتحدة هي القوة العالمية المهيمنة في أوائل الخمسينيات من القرن العشرين. شكلت طائرة استطلاع لوكهيد يو-2 التي أُرسلت فوق الاتحاد السوفيتي دليلًا على أن الولايات المتحدة تحتل الصدارة فيما يتعلق بالقوة النووية. مع ذلك، رُصدت فجوة تعليمية عندما كشفت الدراسات التي أُجريت بين عامي 1955 و1961 أن الاتحاد السوفيتي كان يدرب عددًا من العلماء يفوق العدد الذي تدربه الولايات المتحدة بمرتين إلى ثلاث مرات في السنة الواحدة. كان إطلاق سبوتنيك 1 إلى مداره برهانًا على أن الاتحاد السوفيتي قد قدم قفزة كبيرة إلى الأمام فيما يخص التكنولوجيا، وهذا ما فُسر على أنه تهديد خطير للأمن القومي الأمريكي، مما حفز الولايات المتحدة على إجراء استثمارات فيدرالية كبيرة في البحث والتطوير والتعليم والأمن القومي. كان صاروخ جونو 1 الذي حمل أول قمر صناعي إكسبلورر 1، جاهزًا للإطلاق في عام 1956، لكن هذا الخبر كان سريًا ولم يعرفه العالم. صُنع سلاح بّي جي إم- 19 جوبيتر الذي اشتُق عنه جونو والتابع للجيش، بناء على أوامر وزير الدفاع تشارلز إرون ويلسون وسط تنافس قوي مع قوات الجو الأمريكية التي أصدرت بّي جي إم- 17 ثور.

## الإطلاق
استخدم السوفييت تقنية الصاروخ البالستي العابر للقارات لإطلاق سبوتنك إلى الفضاء، مما أعطاهم ميزتين دعائيتين تفوقوا بهما على الولايات المتحدة الأمريكية في نفس الوقت، هما القدرة على إرسال القمر الصناعي إلى مدار وإثبات قدرة صواريخهم على قطع المسافات. أثبت ذلك أن السوفييت يمتلكون صواريخ قادرة على إرسال أسلحة نووية إلى أوروبا الغربية وحتى إلى أمريكا الشمالية. كان هذا هو التهديد الأقوى الذي طرحه سبوتنك 1. بدت الولايات المتحدة فجأة، وهي البلد الذي يتمتع بتاريخ من الأمن الجغرافي بسبب بعدها عن الحروب الأوروبية، عرضة للخطر.
كان من العوامل التي ساهمت في أزمة سبوتنك، هو أن السوفييت لم ينشروا صورة للقمر الصناعي لمدة خمسة أيام بعد الإطلاق. حتى ذلك الحين، ظل ظهوره لغزًا حير الأمريكيين. عامل آخر لعب دوره هو وزنه الذي بلغ 83 كغ، مقارنة بوزن القمر الصناعي الذي أطلقته الولايات المتحدة والذي بلغ وزنه 9.8 كغ. بدا الادعاء السوفيتي فاضحًا للعديد من المسؤولين الأمريكيين الذين شككوا في دقته. أنتجت الصواريخ الأمريكية قوة دفع بلغت 670,000 نيوتن، وافترض المسؤولون الأمريكيون أن الصاروخ السوفيتي الذي أطلق سبوتنك إلى الفضاء يجب أن يكون قد أنتج قوة دفع تبلغ 890,000 نيوتن. في الحقيقة أنتج صاروخ آر-7 الذي أطلق سبوتنك 1 إلى الفضاء ما يقارب 4,400,000 نيوتن من قوة الدفع. ساهمت كل هذه العوامل في تصور الأمريكيين بأنهم كانوا متأخرين عن السوفييت بفارق عظيم فيما يتعلق بتطور تقنيات الفضاء.
بعد ساعات من الإطلاق، جهزت جامعة إيلينوي في قسم الفلك في إربانا- شامبين، مقياسًا مخصصًا للتداخل لقياس الإشارات التي يرسلها القمر الصناعي. برمج كل من بي. جيليز وجيم سنايدر كومبيوتر آي إل إل إيه 1 لحساب دوران القمر الصناعي بالاعتماد على هذه البيانات. جرى الانتهاء من البرمجة والحساب في أقل من يومين. ساعد الانتشار السريع للتقويم الفلكي (المدار) في مجلة نايتشر في غضون شهر من إطلاق القمر الصناعي، على تبديد بعض المخاوف التي تسبب بها إطلاق سبوتنك. أعطى هذا أيضًا مصداقية لفكرة زائفة مفادها أن إطلاق سبوتنك كان جزءًا من جهد منظم للسيطرة على الفضاء.
أدى الإطلاق الناجح لسبوتنك 1 ثم الفشل اللاحق لمحاولتي الإطلاق الأولى لبرنامج فانغارد، إلى زيادة إدراك الولايات المتحدة للتهديد من الاتحاد السوفيتي الذي استمر منذ الحرب الباردة وبدأ بعد الحرب العالمية الثانية. يمكن للصاروخ نفسه الذي أطلق سبوتنك أن يرسل رأسًا حربيًا نوويًا إلى أي مكان في العالم في غضون دقائق، والذي من شأنه أن تجرد الولايات المتحدة القارية من دفاعاتها في المحيط. عرض الاتحاد السوفيتي هذه القدرة في 21 أغسطس من خلال رحلة اختبار بلغت نحو 6000 كيلومتر لصاروخ آر-7 سيميوركا. أعلنت وكالة إيتار تاس عن الحدث بعد خمسة أيام وانتشر على نطاق واسع في وسائل الإعلام الأخرى.

## رد فعل آيزنهاور
بعد خمسة أيام من إطلاق سبوتنك 1، أول قمر صناعي في العالم، ألقى الرئيس الأمريكي دوايت آيزنهاور كلمة أمام الشعب الأمريكي. أجاب الرئيس أحد المراسلين بشأن المخاوف حول إرسال القمر الصناعي السوفيتي إلى الفضاء: «الآن، بالنسبة للقمر الصناعي نفسه، هذا لا يثير مخاوفي، ولا حتى بمقدار ذرة واحدة»
قدم آيزنهاور الحجة التي مفادها أن سبوتنك هو مجرد إنجاز علمي وليس تهديدًا عسكريًا أو إشارة إلى تغير في السلطة العالمية. أعرب أن وزن سبوتنك «لم يكن متناسبًا مع أي شيء ذي أهمية عسكرية كبيرة، وكان ذلك أيضًا عاملًا ساهم في وضعه ضمن منظوره [السليم]».
أعلن آيزنهاور في عام 1958 ثلاثة «حقائق صارخة» كان لابد للولايات المتحدة الاعتراف بها:
- تجاوز السوفييت أمريكا وبقية العالم في التطورات العلمية والتكنولوجيا في الفضاء الخارجي.
- إذا حافظ السوفييت على هذا التفوق، فقد يستخدمونه كوسيلة لتقويض هيبة أمريكا وقيادتها.
- يمكن للقدرة العسكرية المتفوقة في الفضاء الخارجي أن تخلق اختلالًا في السلطة، فقد تشكل تهديدًا عسكريًا مباشرًا للولايات المتحدة.[9]

أتبع آيزنهاور هذا البيان بقوله إن الولايات المتحدة بحاجة إلى تلبية هذه التحديات باستخدام «الحيلة والنشاط». كانت قدرته على إبداء الثقة بشأن الوضع محدودة لأن ثقته كانت مبنية على استطلاع سري، ولذلك فقد فشل في تهدئة المخاوف المتعلقة بحدوث تحول في السلطة بين الأمريكيين والسوفييت. كان تصور الاتحاد السوفيتي الأكثر حداثة من تصورات الأمريكيين، معززًا بالأسلوب القديم الذي تبناه آيزنهاور. أثر إطلاق سبوتنك 1 على تقييمات آيزنهاور في استطلاعات الرأي ولكنه تجاوزها في نهاية المطاف.

## نتائجها على الولايات المتحدة
بسبب الصدمة التي سببها إطلاق الاتحاد السوفيتي للقمر الاصطناعي سبوتنك، أنشأت الولايات المتحدة الأمريكية وكالة مشاريع أبحاث الدفاع المتقدمة داربا، والذي أصبحت مهمتها منع أي مفاجأة تقنية تضر الأمن القومي الأمريكي، والحفاظ على تفوق الولايات المتحدة الأمريكية كدولة رائدة في مجالات العلوم والتقنية.
- في 29 يوليو، 1958 وقع الرئيس الأمريكي دوايت أيزنهاور مرسومًا لإنشاء ناسا، التي أصبحت مسؤولة عن تنفيذ برامج الفضاء الأمريكية.
- وجهت انتقادات لنظم تعليم الرياضيات والفيزياء في الولايات المتحدة، حيث أن إطلاق سبوتنك-1 بين تفوق المهندسين السوفييت. لذلك ظهرت مشاريع عدة لتطوير مناهج تعليم الفيزياء والرياضيات.[12]